# Heinz Pfeiffer (Kunstradfahrer)
Heinz Erhard Pfeiffer (* 8. Mai 1932 in Schwenningen; † 31. Dezember 2015 ebenda) war ein deutscher Kunstradfahrer und erfolgreicher Bundestrainer.
1950 wurde Heinz Pfeiffer als Mitglied des „Radsportvereins 1906 Schwenningen“ deutscher Jugendmeister im Einer-Kunstradfahren. Zwei Jahre später wurde er in derselben Disziplin deutscher Meister und errang diesen Titel in den folgenden Jahren noch fünfmal. Zudem wurde er 15-mal zwischen 1948 und 1960 süddeutscher und württembergischer Meister.
In Karl-Marx-Stadt wurde Pfeiffer 1958 Weltmeister und im Jahr darauf in Stuttgart ein weiteres Mal. Schon 1955 war er in Mailand Europameister geworden.
1963 wurde Heinz Pfeiffer Bundestrainer der deutschen Kunstradfahrer. Bis zu seinem Abschied 1994 errangen von ihm betreute Sportler 277 Medaillen bei Europa- und Weltmeisterschaften, darunter 140 Titel. Damit war er der dienstälteste sowie erfolgreichste Bundestrainer des deutschen Sports.
1962 wurde Pfeiffer das Silberne Lorbeerblatt verliehen, 1989 das Bundesverdienstkreuz am Bande. Vom Bund Deutscher Radfahrer erhielt er die höchste Auszeichnung, das „Goldene Radsportabzeichen mit Brillanten“. Pfeiffer war gelernter Uhrmacher und nahm zuletzt nach weiterer Ausbildung und Studium eine leitende Position in einem EDV-Unternehmen ein. Zudem gehörte er als Mitglied der SPD 46 Jahre lang dem Stadtrat seiner Heimatstadt an.